# Château de Bogenet
Le château de Bogenet est un édifice situé à Pionnat, en France.

## Localisation
Le château est situé sur le territoire de la commune de Pionnat, au lieu-dit Bosgenet dans le département de la Creuse, en région Nouvelle-Aquitaine, à environ 1,8 km au nord du centre du bourg.

## Description
La structure générale est en équerre, agrémentée de trois tours rondes de différentes dimensions aux extrémités du logis historique, ainsi qu'à l'encoignure intérieure du bâtiment.
À l'intérieur du château, une imposante cheminée avec une plaque aux armes de la famille Dissandes, longtemps propriétaire des lieux à la suite des Martin de Biencourt et des Lejeune de Fressanges.
La propriété, de 17 hectares, comprend le château, des prairies, un bois, trois étangs et une annexe à Chassogne.

## Historique
La propriété a été léguée en 1979 à l'association AJD Bosgenet, gestionnaire de la maison d'accueil pour enfants et adolescents,,.

### Pages externes
Vue aérienne du château sur flickr.com (2016)